# Liste des monuments historiques protégés en 1886
Cet article recense les monuments historiques français classés en 1886.

## Protections
| Édifice                                                            | Commune                  | Département             | Région                     | Protection | Base Mérimée                         | Coordonnées                        | Image |
| ------------------------------------------------------------------ | ------------------------ | ----------------------- | -------------------------- | ---------- | ------------------------------------ | ---------------------------------- | ----- |
| Église Saint-Quentin de Berzy-le-Sec                               | Berzy-le-Sec             | Aisne                   | Hauts-de-France            | classé     | « PA00115529 », notice no PA00115529 | 49° 19′ 02″ nord, 3° 17′ 48″ est   |       |
| Porte Saint-Pierre (Château-Thierry)                               | Château-Thierry          | Aisne                   | Hauts-de-France            | classé     | « PA00115590 », notice no PA00115590 | 49° 03′ 23″ nord, 3° 22′ 54″ est   |       |
| Église Sainte-Marie-Madeleine de Mont-Notre-Dame                   | Mont-Notre-Dame          | Aisne                   | Hauts-de-France            | classé     | « PA00115818 », notice no PA00115818 | 49° 17′ 32″ nord, 3° 34′ 56″ est   |       |
| Remparts romains de Soissons                                       | Soissons                 | Aisne                   | Hauts-de-France            | classé     | « PA00115949 », notice no PA00115949 | 49° 22′ 45″ nord, 3° 19′ 29″ est   |       |
| Église de la Sainte-Trinité de Trucy                               | Trucy                    | Aisne                   | Hauts-de-France            | classé     | « PA00115960 », notice no PA00115960 | 49° 28′ 20″ nord, 3° 36′ 39″ est   |       |
| Église Saint-Maurice de Buxières-les-Mines                         | Buxières-les-Mines       | Allier                  | Auvergne-Rhône-Alpes       | classé     | « PA00093030 », notice no PA00093030 | 46° 28′ 11″ nord, 2° 57′ 18″ est   |       |
| Église Saint-Étienne de Franchesse                                 | Franchesse               | Allier                  | Auvergne-Rhône-Alpes       | classé     | « PA00093105 », notice no PA00093105 | 46° 38′ 37″ nord, 3° 02′ 12″ est   |       |
| Donjon de la Toque                                                 | Huriel                   | Allier                  | Auvergne-Rhône-Alpes       | classé     | « PA00093122 », notice no PA00093122 | 46° 22′ 38″ nord, 2° 28′ 55″ est   |       |
| Abbaye Notre-Dame de Ganagobie                                     | Ganagobie                | Alpes-de-Haute-Provence | Provence-Alpes-Côte d'Azur | classé     | « PA00080404 », notice no PA00080404 | 44° 00′ 09″ nord, 5° 54′ 31″ est   |       |
| Porte de la Saunerie                                               | Manosque                 | Alpes-de-Haute-Provence | Provence-Alpes-Côte d'Azur | classé     | « PA00080427 », notice no PA00080427 | 43° 50′ 07″ nord, 5° 47′ 28″ est   |       |
| Chapelle Saint-Sauveur de Cannes                                   | Cannes                   | Alpes-Maritimes         | Provence-Alpes-Côte d'Azur | classé     | « PA00080691 », notice no PA00080691 | 43° 33′ 09″ nord, 7° 00′ 15″ est   |       |
| Chapelle de la Trinité de Cannes                                   | Cannes                   | Alpes-Maritimes         | Provence-Alpes-Côte d'Azur | classé     | « PA00080692 », notice no PA00080692 | 43° 33′ 09″ nord, 7° 00′ 15″ est   |       |
| Colonnes romaines de Vence                                         | Vence                    | Alpes-Maritimes         | Provence-Alpes-Côte d'Azur | classé     | « PA00080914 », notice no PA00080914 | 43° 44′ 18″ nord, 7° 06′ 07″ est   |       |
| Cathédrale Saint-Lizier de Saint-Lizier et Cloître de Saint-Lizier | Saint-Lizier             | Ariège                  | Occitanie                  | classé     | « PA00093909 », notice no PA00093909 | 43° 00′ 00″ nord, 1° 07′ 45″ est   |       |
| Église Saint-Nicolas de Troyes                                     | Troyes                   | Aube                    | Grand Est                  | classé     | « PA00078257 », notice no PA00078257 | 48° 17′ 48″ nord, 4° 04′ 42″ est   |       |
| Palais épiscopal d'Alet-les-Bains                                  | Alet-les-Bains           | Aude                    | Occitanie                  | classé     | « PA00102529 », notice no PA00102529 | 42° 59′ 40″ nord, 2° 15′ 30″ est   |       |
| Cathédrale Saint-Michel de Carcassonne                             | Carcassonne              | Aude                    | Occitanie                  | classé     | « PA00102584 », notice no PA00102584 | 43° 12′ 34″ nord, 2° 20′ 38″ est   |       |
| Pont Vieux (Saint-Affrique)                                        | Saint-Affrique           | Aveyron                 | Occitanie                  | classé     | « PA00094137 », notice no PA00094137 | 43° 57′ 56″ nord, 2° 52′ 00″ est   |       |
| Forum d'Arles                                                      | Arles                    | Bouches-du-Rhône        | Provence-Alpes-Côte d'Azur | classé     | « PA00081140 », notice no PA00081140 | 43° 32′ 49″ nord, 4° 39′ 44″ est   |       |
| Aqueduc de Barbegal                                                | Arles                    | Bouches-du-Rhône        | Provence-Alpes-Côte d'Azur | classé     | « PA00081120 », notice no PA00081120 | 43° 32′ 49″ nord, 4° 39′ 44″ est   |       |
| Remparts d'Arles                                                   | Arles                    | Bouches-du-Rhône        | Provence-Alpes-Côte d'Azur | classé     | « PA00081186 », notice no PA00081186 | 43° 32′ 49″ nord, 4° 39′ 44″ est   |       |
| Église Saint-Vincent des Baux                                      | Les Baux-de-Provence     | Bouches-du-Rhône        | Provence-Alpes-Côte d'Azur | classé     | « PA00081209 », notice no PA00081209 | 43° 44′ 45″ nord, 4° 48′ 08″ est   |       |
| Pyramide La Pennette                                               | La Penne-sur-Huveaune    | Bouches-du-Rhône        | Provence-Alpes-Côte d'Azur | classé     | « PA00081403 », notice no PA00081403 | 43° 16′ 38″ nord, 5° 31′ 07″ est   |       |
| Église Saint-Michel de Vaucelles                                   | Caen                     | Calvados                | Normandie                  | classé     | « PA00111136 », notice no PA00111136 | 49° 11′ 05″ nord, 0° 22′ 11″ ouest |       |
| Église Saint-Quentin de Luc-sur-Mer                                | Luc-sur-Mer              | Calvados                | Normandie                  | classé     | « PA00111514 », notice no PA00111514 | 49° 18′ 31″ nord, 0° 21′ 27″ ouest |       |
| Église Saint-Pierre de Rucqueville                                 | Rucqueville              | Calvados                | Normandie                  | classé     | « PA00111645 », notice no PA00111645 | 49° 15′ 29″ nord, 0° 35′ 10″ ouest |       |
| Porte Horloge de Vire                                              | Vire                     | Calvados                | Normandie                  | classé     | « PA00111818 », notice no PA00111818 | 48° 51′ 04″ nord, 0° 53′ 23″ ouest |       |
| Lanterne des morts de Cellefrouin                                  | Cellefrouin              | Charente                | Nouvelle-Aquitaine         | classé     | « PA00104268 », notice no PA00104268 | 45° 53′ 16″ nord, 0° 23′ 31″ est   |       |
| Église Notre-Dame de Trois-Palis                                   | Trois-Palis              | Charente                | Nouvelle-Aquitaine         | classé     | « PA00104526 », notice no PA00104526 | 45° 38′ 24″ nord, 0° 02′ 47″ est   |       |
| Remparts de Brouage                                                | Hiers-Brouage            | Charente-Maritime       | Nouvelle-Aquitaine         | classé     | « PA00104711 », notice no PA00104711 | 45° 50′ 37″ nord, 1° 03′ 07″ ouest |       |
| Croix hosannière de Moëze                                          | Moëze                    | Charente-Maritime       | Nouvelle-Aquitaine         | classé     | « PA00104809 », notice no PA00104809 | 45° 53′ 20″ nord, 1° 03′ 05″ ouest |       |
| Lanterne des morts de Saint-Pierre-d'Oléron                        | Saint-Pierre-d'Oléron    | Charente-Maritime       | Nouvelle-Aquitaine         | classé     | « PA00105218 », notice no PA00105218 | 45° 56′ 23″ nord, 1° 18′ 19″ ouest |       |
| Camp de César                                                      | Saint-Romain-de-Benet    | Charente-Maritime       | Nouvelle-Aquitaine         | classé     | « PA00105225 », notice no PA00105225 | 45° 41′ 31″ nord, 0° 51′ 22″ ouest |       |
| Rempart gallo-romain de Bourges                                    | Bourges                  | Cher                    | Centre-Val de Loire        | classé     | « PA00096671 », notice no PA00096671 | 47° 04′ 30″ nord, 2° 24′ 15″ est   |       |
| Grange aux dîmes de Bourges                                        | Bourges                  | Cher                    | Centre-Val de Loire        | classé     | « PA00096678 », notice no PA00096678 | 47° 04′ 30″ nord, 2° 24′ 15″ est   |       |
| Hôtel des Échevins                                                 | Bourges                  | Cher                    | Centre-Val de Loire        | classé     | « PA00096685 », notice no PA00096685 | 47° 04′ 30″ nord, 2° 24′ 15″ est   |       |
| Collégiale Saint-Austrégésile de Saint-Outrille                    | Saint-Outrille           | Cher                    | Centre-Val de Loire        | classé     | « PA00096891 », notice no PA00096891 | 47° 08′ 22″ nord, 1° 48′ 40″ est   |       |
| Musée Labenche                                                     | Brive-la-Gaillarde       | Corrèze                 | Nouvelle-Aquitaine         | classé     | « PA00099702 », notice no PA00099702 | 45° 08′ 37″ nord, 1° 31′ 10″ est   |       |
| Abbaye Saint-Pierre du Vigeois                                     | Vigeois                  | Corrèze                 | Nouvelle-Aquitaine         | classé     | « PA00099955 », notice no PA00099955 | 45° 22′ 43″ nord, 1° 31′ 08″ est   |       |
| Église San Giovanni (Église Saint Jean)                            | Carbini                  | Corse-du-Sud            | Corse                      | classé     | « PA00099087 », notice no PA00099087 | 41° 40′ 33″ nord, 9° 09′ 37″ est   |       |
| Château de Dinan                                                   | Dinan                    | Côtes-d'Armor           | Bretagne                   | classé     | « PA00089071 », notice no PA00089071 | 48° 27′ 21″ nord, 2° 02′ 53″ ouest |       |
| Remparts de Dinan                                                  | Dinan                    | Côtes-d'Armor           | Bretagne                   | classé     | « PA00089139 », notice no PA00089139 | 48° 27′ 21″ nord, 2° 02′ 53″ ouest |       |
| Lanterne des Morts de Felletin                                     | Felletin                 | Creuse                  | Nouvelle-Aquitaine         | classé     | « PA00100070 », notice no PA00100070 | 45° 53′ 22″ nord, 2° 10′ 58″ est   |       |
| Tour du Prince-de-Galles                                           | Thouars                  | Deux-Sèvres             | Nouvelle-Aquitaine         | classé     | « PA00101389 », notice no PA00101389 | 46° 58′ 58″ nord, 0° 11′ 58″ ouest |       |
| Citadelle gallo-romaine de Vésone                                  | Périgueux                | Dordogne                | Nouvelle-Aquitaine         | classé     | « PA00082727 », notice no PA00082727 | 45° 11′ 31″ nord, 0° 42′ 43″ est   |       |
| Église Sainte-Croix de Sainte-Croix                                | Sainte-Croix             | Dordogne                | Nouvelle-Aquitaine         | classé     | « PA00082820 », notice no PA00082820 | 44° 43′ 58″ nord, 0° 49′ 43″ est   |       |
| Château de Vernode                                                 | Tocane-Saint-Apre        | Dordogne                | Nouvelle-Aquitaine         | classé     | « PA00083022 », notice no PA00083022 | 45° 14′ 14″ nord, 0° 29′ 49″ est   |       |
| Abbaye de Baume-les-Dames                                          | Baume-les-Dames          | Doubs                   | Bourgogne-Franche-Comté    | classé     | « PA00101445 », notice no PA00101445 | 47° 21′ 16″ nord, 6° 20′ 36″ est   |       |
| Square Castan                                                      | Besançon                 | Doubs                   | Bourgogne-Franche-Comté    | classé     | « PA00101521 », notice no PA00101521 | 47° 15′ 19″ nord, 6° 01′ 10″ est   |       |
| Autels tauroboliques de Die                                        | Die                      | Drôme                   | Auvergne-Rhône-Alpes       | classé     | « PA00116932 », notice no PA00116932 | 44° 44′ 54″ nord, 5° 22′ 35″ est   |       |
| Château de Conches-en-Ouche                                        | Conches-en-Ouche         | Eure                    | Normandie                  | classé     | « PA00099377 », notice no PA00099377 | 48° 57′ 17″ nord, 0° 55′ 55″ est   |       |
| Église Saint-Saturnin de Plainville                                | Plainville               | Eure                    | Normandie                  | classé     | « PA00099510 », notice no PA00099510 | 49° 04′ 44″ nord, 0° 29′ 59″ est   |       |
| Église Saint-Germain de Saint-Germain-Village                      | Saint-Germain-Village    | Eure                    | Normandie                  | classé     | « PA00099554 », notice no PA00099554 | 49° 20′ 41″ nord, 0° 29′ 55″ est   |       |
| Tour de Thevray                                                    | Thevray                  | Eure                    | Normandie                  | classé     | « PA00099581 », notice no PA00099581 | 48° 58′ 37″ nord, 0° 43′ 10″ est   |       |
| Église Saint-Martin-au-Val de Chartres                             | Chartres                 | Eure-et-Loir            | Centre-Val de Loire        | classé     | « PA00097001 », notice no PA00097001 | 48° 26′ 50″ nord, 1° 30′ 21″ est   |       |
| Abbaye Notre-Dame de Daoulas                                       | Daoulas                  | Finistère               | Bretagne                   | classé     | « PA00089906 », notice no PA00089906 | 48° 21′ 20″ nord, 4° 15′ 48″ ouest |       |
| Église Notre-Dame de Croaz Batz                                    | Roscoff                  | Finistère               | Bretagne                   | classé     | « PA00090402 », notice no PA00090402 | 48° 42′ 44″ nord, 3° 59′ 23″ ouest |       |
| Église Saint-Jean-Baptiste de Saint-Jean-du-Doigt                  | Saint-Jean-du-Doigt      | Finistère               | Bretagne                   | classé     | « PA00090419 », notice no PA00090419 | 48° 40′ 13″ nord, 3° 45′ 46″ ouest |       |
| Enclos paroissial de Saint-Thégonnec                               | Saint-Thégonnec          | Finistère               | Bretagne                   | classé     | « PA00090441 », notice no PA00090441 | 48° 30′ 41″ nord, 3° 56′ 17″ ouest |       |
| Crypte d'Uzès                                                      | Uzès                     | Gard                    | Occitanie                  | classé     | « PA00103252 », notice no PA00103252 | 44° 00′ 49″ nord, 4° 24′ 58″ est   |       |
| Château d'Aillas                                                   | Aillas                   | Gironde                 | Nouvelle-Aquitaine         | classé     | « PA00083107 », notice no PA00083107 | 44° 29′ 01″ nord, 0° 03′ 58″ ouest |       |
| Grosse cloche de Bordeaux                                          | Bordeaux                 | Gironde                 | Nouvelle-Aquitaine         | classé     | « PA00083210 », notice no PA00083210 | 44° 51′ 26″ nord, 0° 34′ 25″ ouest |       |
| Remparts de Cadillac                                               | Cadillac                 | Gironde                 | Nouvelle-Aquitaine         | classé     | « PA00083501 », notice no PA00083501 | 44° 38′ 26″ nord, 0° 18′ 19″ ouest |       |
| Enceinte de La Réole                                               | La Réole                 | Gironde                 | Nouvelle-Aquitaine         | classé     | « PA00083696 », notice no PA00083696 | 44° 35′ 10″ nord, 0° 02′ 33″ ouest |       |
| Château du Roi                                                     | Saint-Emilion            | Gironde                 | Nouvelle-Aquitaine         | classé     | « PA00083726 », notice no PA00083726 | 44° 54′ 00″ nord, 0° 10′ 12″ ouest |       |
| Église monolithe de Saint-Émilion                                  | Saint-Emilion            | Gironde                 | Nouvelle-Aquitaine         | classé     | « PA00083731 », notice no PA00083731 | 44° 54′ 00″ nord, 0° 10′ 12″ ouest |       |
| Palais des Archevêques de Saint-Émilion                            | Saint-Emilion            | Gironde                 | Nouvelle-Aquitaine         | classé     | « PA00083734 », notice no PA00083734 | 44° 54′ 00″ nord, 0° 10′ 12″ ouest |       |
| Remparts de Saint-Émilion                                          | Saint-Emilion            | Gironde                 | Nouvelle-Aquitaine         | classé     | « PA00083736 », notice no PA00083736 | 44° 54′ 00″ nord, 0° 10′ 12″ ouest |       |
| Abbaye de Saint-Ferme                                              | Saint-Ferme              | Gironde                 | Nouvelle-Aquitaine         | classé     | « PA00083740 », notice no PA00083740 | 44° 41′ 43″ nord, 0° 03′ 42″ est   |       |
| Château de Villandraut                                             | Villandraut              | Gironde                 | Nouvelle-Aquitaine         | classé     | « PA00083861 », notice no PA00083861 | 44° 27′ 00″ nord, 0° 22′ 51″ ouest |       |
| Chapelle San Perteo de Lucciana                                    | Lucciana                 | Haute-Corse             | Corse                      | classé     | « PA00099207 », notice no PA00099207 | 42° 32′ 29″ nord, 9° 28′ 22″ est   |       |
| Cathédrale Sainte-Marie-de-l'Assomption de Lucciana                | Lucciana                 | Haute-Corse             | Corse                      | classé     | « PA00099209 », notice no PA00099209 | 42° 32′ 29″ nord, 9° 28′ 22″ est   |       |
| Église Notre-Dame de la Dalbade                                    | Toulouse                 | Haute-Garonne           | Occitanie                  | classé     | « PA00094518 », notice no PA00094518 | 43° 35′ 47″ nord, 1° 25′ 54″ est   |       |
| Hôtel de ville de Gray                                             | Gray                     | Haute-Saône             | Bourgogne-Franche-Comté    | classé     | « PA00102183 », notice no PA00102183 | 47° 25′ 56″ nord, 5° 36′ 39″ est   |       |
| Chapelle Saint-Jean de L'Argentière-la-Bessée                      | L'Argentière-la-Bessée   | Hautes-Alpes            | Provence-Alpes-Côte d'Azur | classé     | « PA00080517 », notice no PA00080517 | 44° 46′ 56″ nord, 6° 28′ 20″ est   |       |
| Église Saint-Grégoire de Villemagne-l'Argentière                   | Villemagne-l'Argentière  | Hérault                 | Occitanie                  | classé     | « PA00103751 », notice no PA00103751 | 43° 37′ 08″ nord, 3° 07′ 17″ est   |       |
| Château de Saint-Malo                                              | Saint-Malo               | Ille-et-Vilaine         | Bretagne                   | classé     | « PA00090801 », notice no PA00090801 | 48° 38′ 24″ nord, 1° 58′ 50″ ouest |       |
| Remparts de Saint-Malo                                             | Saint-Malo               | Ille-et-Vilaine         | Bretagne                   | classé     | « PA00090871 », notice no PA00090871 | 48° 38′ 24″ nord, 1° 58′ 50″ ouest |       |
| Château du Grand-Pressigny                                         | Le Grand-Pressigny       | Indre-et-Loire          | Centre-Val de Loire        | classé     | « PA00097768 », notice no PA00097768 | 46° 55′ 05″ nord, 0° 48′ 59″ est   |       |
| Château de Loches                                                  | Loches                   | Indre-et-Loire          | Centre-Val de Loire        | classé     | « PA00097821 », notice no PA00097821 | 47° 07′ 13″ nord, 0° 58′ 27″ est   |       |
| Porte des Cordeliers de Loches                                     | Loches                   | Indre-et-Loire          | Centre-Val de Loire        | classé     | « PA00097829 », notice no PA00097829 | 47° 07′ 13″ nord, 0° 58′ 27″ est   |       |
| Fontaine de Beaune-Semblançay                                      | Tours                    | Indre-et-Loire          | Centre-Val de Loire        | classé     | « PA00098160 », notice no PA00098160 | 47° 23′ 55″ nord, 0° 41′ 47″ est   |       |
| Pavillon d'Anne de Bretagne                                        | Blois                    | Loir-et-Cher            | Centre-Val de Loire        | classé     | « PA00098335 », notice no PA00098335 | 47° 34′ 54″ nord, 1° 18′ 23″ est   |       |
| Cloître Saint-Saturnin                                             | Blois                    | Loir-et-Cher            | Centre-Val de Loire        | classé     | « PA00098339 », notice no PA00098339 | 47° 34′ 54″ nord, 1° 18′ 23″ est   |       |
| Prieuré de Champdieu                                               | Champdieu                | Loire                   | Auvergne-Rhône-Alpes       | classé     | « PA00117446 », notice no PA00117446 | 45° 38′ 29″ nord, 4° 03′ 01″ est   |       |
| Église Notre-Dame de Boiscommun                                    | Boiscommun               | Loiret                  | Centre-Val de Loire        | classé     | « PA00098713 », notice no PA00098713 | 48° 02′ 20″ nord, 2° 21′ 25″ est   |       |
| Chapelle Saint-Lubin de Yèvre-le-Châtel                            | Yèvre-la-Ville           | Loiret                  | Centre-Val de Loire        | classé     | « PA00099038 », notice no PA00099038 | 48° 08′ 34″ nord, 2° 19′ 23″ est   |       |
| Palais de Jean XXII                                                | Cahors                   | Lot                     | Occitanie                  | classé     | « PA00095025 », notice no PA00095025 | 44° 27′ 03″ nord, 1° 26′ 27″ est   |       |
| Arc de Diane                                                       | Cahors                   | Lot                     | Occitanie                  | classé     | « PA00094995 », notice no PA00094995 | 44° 27′ 03″ nord, 1° 26′ 27″ est   |       |
| Église Saint-Martial de Rudelle                                    | Rudelle                  | Lot                     | Occitanie                  | classé     | « PA00095210 », notice no PA00095210 | 44° 43′ 45″ nord, 1° 52′ 41″ est   |       |
| Enceinte de Vianne                                                 | Vianne                   | Lot-et-Garonne          | Nouvelle-Aquitaine         | classé     | « PA00084264 », notice no PA00084264 | 44° 12′ 44″ nord, 0° 19′ 22″ est   |       |
| Palais du Tau (Reims)                                              | Reims                    | Marne                   | Grand Est                  | classé     | « PA00078774 », notice no PA00078774 | 49° 15′ 05″ nord, 4° 02′ 25″ est   |       |
| Porte de la Craffe                                                 | Nancy                    | Meurthe-et-Moselle      | Grand Est                  | classé     | « PA00106313 », notice no PA00106313 | 48° 41′ 25″ nord, 6° 10′ 33″ est   |       |
| Place Stanislas                                                    | Nancy                    | Meurthe-et-Moselle      | Grand Est                  | classé     | « PA00106099 », notice no PA00106099 | 48° 41′ 25″ nord, 6° 10′ 33″ est   |       |
| Hôtel de ville de Nancy                                            | Nancy                    | Meurthe-et-Moselle      | Grand Est                  | classé     | « PA00106124 », notice no PA00106124 | 48° 41′ 25″ nord, 6° 10′ 33″ est   |       |
| Hôtel de ville de Verdun                                           | Verdun                   | Meuse                   | Grand Est                  | classé     | « PA00106662 », notice no PA00106662 | 49° 08′ 44″ nord, 5° 21′ 41″ est   |       |
| Menhir de Crifol                                                   | Carnac                   | Morbihan                | Bretagne                   | classé     | « PA00091109 », notice no PA00091109 | 47° 36′ 30″ nord, 3° 04′ 11″ ouest |       |
| Menhirs de Kerderff                                                | Carnac                   | Morbihan                | Bretagne                   | classé     | « PA00091110 », notice no PA00091110 | 47° 36′ 30″ nord, 3° 04′ 11″ ouest |       |
| Eglise de Fèves                                                    | Fèves                    | Moselle                 | Grand Est                  | classé     | « PA00106765 », notice no PA00106765 | 49° 11′ 21″ nord, 6° 06′ 25″ est   |       |
| Abbaye de Gorze                                                    | Gorze                    | Moselle                 | Grand Est                  | classé     | « PA00106772 », notice no PA00106772 | 49° 03′ 29″ nord, 5° 59′ 29″ est   |       |
| Église Saint-Julien de Mars-sur-Allier                             | Mars-sur-Allier          | Nièvre                  | Bourgogne-Franche-Comté    | classé     | « PA00112912 », notice no PA00112912 | 46° 51′ 30″ nord, 3° 05′ 16″ est   |       |
| Église Saint-Pierre de Saint-Pierre-le-Moûtier                     | Saint-Pierre-le-Moûtier  | Nièvre                  | Bourgogne-Franche-Comté    | classé     | « PA00113014 », notice no PA00113014 | 46° 47′ 30″ nord, 3° 08′ 25″ est   |       |
| Musée du Noyonnais                                                 | Noyon                    | Oise                    | Hauts-de-France            | classé     | « PA00114787 », notice no PA00114787 | 49° 34′ 39″ nord, 3° 00′ 29″ est   |       |
| Église Saint-Martin de L'Aigle                                     | L'Aigle                  | Orne                    | Normandie                  | classé     | « PA00110684 », notice no PA00110684 | 48° 45′ 22″ nord, 0° 36′ 40″ est   |       |
| Église Saint-Germain d'Argentan                                    | Argentan                 | Orne                    | Normandie                  | classé     | « PA00110719 », notice no PA00110719 | 48° 43′ 56″ nord, 0° 00′ 48″ ouest |       |
| Église Saint-Céneri de Saint-Céneri-le-Gérei                       | Saint-Céneri-le-Gérei    | Orne                    | Normandie                  | classé     | « PA00110910 », notice no PA00110910 | 48° 23′ 21″ nord, 0° 02′ 24″ ouest |       |
| Bailliage d'Aire-sur-la-Lys                                        | Aire-sur-la-Lys          | Pas-de-Calais           | Hauts-de-France            | classé     | « PA00107934 », notice no PA00107934 | 50° 38′ 39″ nord, 2° 23′ 43″ est   |       |
| Église Saint-Martin d'Artonne                                      | Artonne                  | Puy-de-Dôme             | Auvergne-Rhône-Alpes       | classé     | « PA00091870 », notice no PA00091870 | 46° 00′ 21″ nord, 3° 09′ 00″ est   |       |
| Église Saint-André de Besse-et-Saint-Anastaise                     | Besse-et-Saint-Anastaise | Puy-de-Dôme             | Auvergne-Rhône-Alpes       | classé     | « PA00091894 », notice no PA00091894 | 45° 29′ 48″ nord, 2° 54′ 25″ est   |       |
| Fontaine d'Amboise                                                 | Clermont-Ferrand         | Puy-de-Dôme             | Auvergne-Rhône-Alpes       | classé     | « PA00091993 », notice no PA00091993 | 45° 47′ 08″ nord, 3° 06′ 56″ est   |       |
| Église Saint-Martin de Courpière                                   | Courpière                | Puy-de-Dôme             | Auvergne-Rhône-Alpes       | classé     | « PA00092093 », notice no PA00092093 | 45° 45′ 29″ nord, 3° 32′ 28″ est   |       |
| Église Notre-Dame de Culhat                                        | Culhat                   | Puy-de-Dôme             | Auvergne-Rhône-Alpes       | classé     | « PA00092107 », notice no PA00092107 | 45° 51′ 38″ nord, 3° 20′ 37″ est   |       |
| Lanterne des Morts de Culhat                                       | Culhat                   | Puy-de-Dôme             | Auvergne-Rhône-Alpes       | classé     | « PA00092108 », notice no PA00092108 | 45° 51′ 38″ nord, 3° 20′ 37″ est   |       |
| Enceinte de Pontgibaud                                             | Pontgibaud               | Puy-de-Dôme             | Auvergne-Rhône-Alpes       | classé     | « PA00092250 », notice no PA00092250 | 45° 49′ 37″ nord, 2° 51′ 13″ est   |       |
| Croix de Saint-Cirgues-sur-Couze                                   | Saint-Cirgues-sur-Couze  | Puy-de-Dôme             | Auvergne-Rhône-Alpes       | classé     | « PA00092346 », notice no PA00092346 | 45° 32′ 46″ nord, 3° 08′ 39″ est   |       |
| Église Saint-Georges de Saint-Georges-sur-Allier                   | Saint-Georges-sur-Allier | Puy-de-Dôme             | Auvergne-Rhône-Alpes       | classé     | « PA00092355 », notice no PA00092355 | 45° 42′ 53″ nord, 3° 15′ 39″ est   |       |
| Grottes de Jonas                                                   | Saint-Pierre-Colamine    | Puy-de-Dôme             | Auvergne-Rhône-Alpes       | classé     | « PA00092380 », notice no PA00092380 | 45° 30′ 51″ nord, 2° 58′ 29″ est   |       |
| Fortifications de Bayonne                                          | Bayonne                  | Pyrénées-Atlantiques    | Nouvelle-Aquitaine         | classé     | « PA00084336 », notice no PA00084336 | 43° 29′ 32″ nord, 1° 27′ 58″ ouest |       |
| Pont de la Légende                                                 | Sauveterre-de-Béarn      | Pyrénées-Atlantiques    | Nouvelle-Aquitaine         | classé     | « PA00084528 », notice no PA00084528 | 43° 24′ 42″ nord, 0° 55′ 55″ ouest |       |
| Tour Monréal                                                       | Sauveterre-de-Béarn      | Pyrénées-Atlantiques    | Nouvelle-Aquitaine         | classé     | « PA00084525 », notice no PA00084525 | 43° 24′ 42″ nord, 0° 55′ 55″ ouest |       |
| Église Sainte-Marie d'Espira-de-l'Agly                             | Espira-de-l'Agly         | Pyrénées-Orientales     | Occitanie                  | classé     | « PA00104020 », notice no PA00104020 | 42° 47′ 47″ nord, 2° 49′ 20″ est   |       |
| Hôtel de ville de Perpignan                                        | Perpignan                | Pyrénées-Orientales     | Occitanie                  | classé     | « PA00104079 », notice no PA00104079 | 42° 41′ 48″ nord, 2° 53′ 58″ est   |       |
| Palais de justice de Perpignan                                     | Perpignan                | Pyrénées-Orientales     | Occitanie                  | classé     | « PA00104087 », notice no PA00104087 | 42° 41′ 48″ nord, 2° 53′ 58″ est   |       |
| Forteresse de Salses                                               | Salses-le-Château        | Pyrénées-Orientales     | Occitanie                  | classé     | « PA00104129 », notice no PA00104129 | 42° 50′ 14″ nord, 2° 54′ 57″ est   |       |
| Hôtel de ville de Lyon                                             | Lyon                     | Rhône                   | Auvergne-Rhône-Alpes       | classé     | « PA00117820 », notice no PA00117820 | 45° 45′ 35″ nord, 4° 50′ 32″ est   |       |
| Abbatiale Notre-Dame-des-Ardents-et-Saint-Pierre                   | Lagny-sur-Marne          | Seine-et-Marne          | Île-de-France              | classé     | « PA00087044 », notice no PA00087044 | 48° 52′ 23″ nord, 2° 42′ 35″ est   |       |
| Porte de Bourgogne                                                 | Moret-sur-Loing          | Seine-et-Marne          | Île-de-France              | classé     | « PA00087146 », notice no PA00087146 | 48° 21′ 54″ nord, 2° 48′ 42″ est   |       |
| Porte de Paris                                                     | Moret-sur-Loing          | Seine-et-Marne          | Île-de-France              | classé     | « PA00087146 », notice no PA00087146 | 48° 21′ 54″ nord, 2° 48′ 42″ est   |       |
| Porte de Dieppe                                                    | Dieppe                   | Seine-Maritime          | Normandie                  | classé     | « PA00100629 », notice no PA00100629 | 49° 55′ 20″ nord, 1° 05′ 13″ est   |       |
| Église Saint-Germain de Manéglise                                  | Manéglise                | Seine-Maritime          | Normandie                  | classé     | « PA00100746 », notice no PA00100746 | 49° 34′ 00″ nord, 0° 15′ 24″ est   |       |
| Aître de Brisgaret                                                 | Montivilliers            | Seine-Maritime          | Normandie                  | classé     | « PA00100759 », notice no PA00100759 | 49° 32′ 39″ nord, 0° 11′ 25″ est   |       |
| Hôtel                                                              | Rouen                    | Seine-Maritime          | Normandie                  | classé     | « PA00100861 », notice no PA00100861 | 49° 26′ 29″ nord, 1° 05′ 33″ est   |       |
| Hôtel Romé                                                         | Rouen                    | Seine-Maritime          | Normandie                  | classé     | « PA00100805 », notice no PA00100805 | 49° 26′ 29″ nord, 1° 05′ 33″ est   |       |
| Prieuré Notre-Dame de l'Oder d'Ambialet                            | Ambialet                 | Tarn                    | Occitanie                  | classé     | « PA00095485 », notice no PA00095485 | 43° 55′ 35″ nord, 2° 22′ 33″ est   |       |
| Église Notre-Dame-de-la-Jonquière de Lisle-sur-Tarn                | Lisle-sur-Tarn           | Tarn                    | Occitanie                  | classé     | « PA00095592 », notice no PA00095592 | 43° 53′ 51″ nord, 1° 46′ 55″ est   |       |
| Église Saint-Aquilin de Fontenay-en-Parisis                        | Fontenay-en-Parisis      | Val-de-Marne            | Île-de-France              | classé     | « PA00080057 », notice no PA00080057 | 49° 03′ 00″ nord, 2° 26′ 43″ est   |       |
| Abbaye de La Celle                                                 | La Celle                 | Var                     | Provence-Alpes-Côte d'Azur | classé     | « PA00081575 », notice no PA00081575 | 43° 23′ 04″ nord, 5° 59′ 55″ est   |       |
| Port romain de Fréjus                                              | Fréjus                   | Var                     | Provence-Alpes-Côte d'Azur | classé     | « PA00081620 », notice no PA00081620 | 43° 28′ 19″ nord, 6° 45′ 49″ est   |       |
| Remparts de Fréjus                                                 | Fréjus                   | Var                     | Provence-Alpes-Côte d'Azur | classé     | « PA00081621 », notice no PA00081621 | 43° 28′ 19″ nord, 6° 45′ 49″ est   |       |
| Thermes de Fréjus                                                  | Fréjus                   | Var                     | Provence-Alpes-Côte d'Azur | classé     | « PA00081624 », notice no PA00081624 | 43° 28′ 19″ nord, 6° 45′ 49″ est   |       |
| Aqueduc de Mons à Fréjus                                           | Fréjus                   | Var                     | Provence-Alpes-Côte d'Azur | classé     | « PA00081604 », notice no PA00081604 | 43° 28′ 19″ nord, 6° 45′ 49″ est   |       |
| Citadelle de Fréjus                                                | Fréjus                   | Var                     | Provence-Alpes-Côte d'Azur | classé     | « PA00081609 », notice no PA00081609 | 43° 28′ 19″ nord, 6° 45′ 49″ est   |       |
| Porte Dorée                                                        | Fréjus                   | Var                     | Provence-Alpes-Côte d'Azur | classé     | « PA00081619 », notice no PA00081619 | 43° 25′ 53″ nord, 6° 44′ 16″ est   |       |
| Hypogée des Dunes                                                  | Poitiers                 | Vienne                  | Nouvelle-Aquitaine         | classé     | « PA00105620 », notice no PA00105620 | 46° 35′ 02″ nord, 0° 21′ 36″ est   |       |
| Église Notre-Dame de Saint-Dié-des-Vosges                          | Saint-Dié                | Vosges                  | Grand Est                  | classé     | « PA00107278 », notice no PA00107278 | 48° 17′ 48″ nord, 6° 56′ 17″ est   |       |
| Cathédrale Saint-Dié de Saint-Dié-des-Vosges                       | Saint-Dié                | Vosges                  | Grand Est                  | classé     | « PA00107275 », notice no PA00107275 | 48° 17′ 48″ nord, 6° 56′ 17″ est   |       |
| Église Notre-Dame de Villeneuve-l'Archevêque                       | Villeneuve-l'Archevêque  | Yonne                   | Bourgogne-Franche-Comté    | classé     | « PA00113940 », notice no PA00113940 | 48° 14′ 08″ nord, 3° 33′ 47″ est   |       |
| Église Sainte-Geneviève de Feucherolles                            | Feucherolles             | Yvelines                | Île-de-France              | classé     | « PA00087432 », notice no PA00087432 | 48° 52′ 48″ nord, 1° 58′ 47″ est   |       |
| Église Saint-Pierre-Saint-Paul d'Orgeval                           | Orgeval                  | Yvelines                | Île-de-France              | classé     | « PA00087558 », notice no PA00087558 | 48° 54′ 59″ nord, 1° 58′ 09″ est   |       |